# شعير (جنس)
الشعير أو شيتحور جنس نباتي من الفصيلة النجيلية يضم حوالي 30 نوعًا من الحشائش الحولية والمعمرة.

## الموئل والانتشار
تنتشر أنواع الشعير في معظم أنحاء المناطق المعتدلة.

## الوصف النباتي
وتزرع منه أنواع كثيرة منها الشعير الأجرد أو السلت وهو يشبه القمح. من الشعير نوع أبيض ونوع أسود.

## من أنواعهالواطنةفيالوطن العربي
- الشعير البحري (باللاتينية: Hordeum marinum) في بلاد الشام ومصر والمغرب العربي وبعض مناطق أوروبا والقوقاز
- الشعير البصيلي (باللاتينية: Hordeum bulbosum) في بلاد الشام والمغرب العربي وبعض مناطق أوروبا والقوقاز
- شعير الحائط (باللاتينية: Hordeum murinum) في بلاد الشام والمغرب العربي وكل مناطق أوروبا والقوقاز
- شعير الحائط الرمادي (باللاتينية: Hordeum murinum subsp. glaucum (Steud.) Tzvelev)
- شعير الحائط نويع الأرنبي (باللاتينية: Hordeum murinum subsp. leporinum) في بلاد الشام ومصر والمغرب العربي وتركيا والقوقاز ومعظم مناطق أوروبا
- الشعير الراكع (باللاتينية: Hordeum geniculatum) في بلاد الشام والمغرب العربي ومعظم مناطق أوروبا والقوقاز
- الشعير الشائع (باللاتينية: Hordeum vulgare)
- الشعير العفوي (باللاتينية: Hordeum spontaneum) في بلاد الشام ومصر والمغرب العربي وتركيا والقوقاز

## من أنواعه الأخرى
- الشعير الأريزوني (باللاتينية: Hordeum arizonicum)
- الشعير ثنائي الصف (باللاتينية: Hordeum distichon)
- الشعير الدقيق (باللاتينية: Hordeum pusillum)
- الشعير الشيلمي (باللاتينية: Hordeum secalinum)
- الشعير منتصب الأوراق (باللاتينية: Hordeum erectifolium)